# Flughafen al-Ubayyid

i7
i11
i13
Der Flughafen al-Ubayyid (englisch El Obeid Airport, arabisch مطار الأبيض, IATA-Code: EBD, ICAO-Code: HSOB) ist der Verkehrsflughafen der Stadt al-Ubayyid in Sudan.

## Geschichte
In den 1970er und 1980er Jahren war der Flughafen al-Ubayyid ein Hauptziel für die Versorgungsflüge des Welternährungsprogramm der Vereinten Nationen aus Lokichoggio (Kenia) um die Hungersnot in der Sahelzone im Bereich Sudan zu bekämpfen.